# Tim Zechel
Tim Zechel (* 28. September 1996 in Goslar) ist ein deutscher Handballspieler. Der 1,96 m große Kreisläufer spielt seit 2024 für den deutschen Bundesligisten SC Magdeburg und steht zudem im Aufgebot der deutschen Nationalmannschaft.

## Karriere

### Verein
Tim Zechel lernte das Handballspielen in seiner Heimatstadt bei der HSG Bad Harzburg. In der B-Jugend wechselte er in die Nachwuchsakademie des SC Magdeburg. Im zweiten Jahr der A-Jugend spielte er für Eintracht Hildesheim. Bei den Niedersachsen debütierte der Kreisläufer auch in der Saison 2013/14 in der 2. Bundesliga. In der Saison 2014/15 bestritt er alle 34 Spiele und warf 19 Tore, konnte den Abstieg in die 3. Liga aber nicht verhindern. In der 3. Liga kam es nach seinem Wechsel zu Handball Hannover-Burgwedel zu einem Wiedersehen mit der Eintracht. Zur Saison 2017/18 nahm ihn der Zweitligist TUSEM Essen unter Vertrag. Mit dem Essener Traditionsklub gelang in der Spielzeit 2019/20 der Aufstieg in die 1. Bundesliga. Dort konnte Zechel mit 124 Toren in 38 Spielen überzeugen, musste aber mit dem TUSEM als Vorletzter den Gang in die Zweitklassigkeit antreten. Daraufhin verpflichtete ihn der HC Erlangen. Mit 69 Treffern in 34 Partien empfahl er sich für die deutsche Nationalmannschaft. Zudem erreichte er mit dem HCE das Final Four im DHB-Pokal 2021/22, in dem man dem SC Magdeburg im Halbfinale unterlag. In der Spielzeit 2021/22 war er Spieler der Saison des HC Erlangen. Zudem konnte er sich den Titel „DKB Spieler des Monats Juni“ der HBL sichern.
Zur Saison 2024/25 kehrte Zechel zum SC Magdeburg zurück, bei dem er einen Vertrag bis 2027 unterschrieb. In der EHF Champions League 2024/25 gewann er mit dem SCM das Finale gegen die Füchse Berlin.

### Nationalmannschaft
In der deutschen A-Nationalmannschaft debütierte Zechel am 19. März 2022 beim 31:31 gegen Ungarn in Gummersbach. Am nächsten Tag warf er seine ersten drei Länderspieltore beim 30:29 gegen Ungarn in Kassel.
Bei der Weltmeisterschaft 2023 erreichte er mit der deutschen Nationalmannschaft den 5. Platz. Zechel absolvierte mit dem Team die Vorbereitung und wurde für das letzte Spiel gegen Norwegen nachnominiert.

## Sonstiges
Zechel ist ausgebildeter Bankkaufmann. Derzeit studiert er Sportmanagement im Fernstudium.